# Förnekelse av attackerna den 7 oktober
Sedan attackerna den 7 oktober, som inledde det pågående Gazakriget, har det spridits en mängd konspirationsteorier, till stor del på sociala medier, med fokus på argumentet att attackerna eller delar av attackerna var förfalskade eller överdrivna.

## Bakgrund
Den 7 oktober 2023 samordnade palestinska militanta styrkor under ledning av Hamas flera väpnade intrång från Gazaremsan in i Gazahöljet i södra Israel, den första invasionen av israeliskt territorium sedan arabisk-israeliska kriget 1948. Efter en våg av raketattacker mot Israel bröt militanter igenom Gaza-Israel-barriären, attackerade israeliska militärbaser och utförde flera massakrer på israeler. Slutligen dödades 1 139 personer i attackerna, och cirka 250 togs som gisslan till Gazaremsan, vilket inledde den pågående israeliska gisslankrisen. Attackernas förlopp dokumenterades väl, och militanter filmade i stor utsträckning sina handlingar med kroppskameror.
Trots detta beskrevs diverse motbevisade och omtvistade rapporter om grymheter under attackerna av Haaretz som att de tillhandahöll "ammunition" till förnekare. Vissa rapporterade grymheter som tillskrevs palestinska militanter visade sig senare vara falska, bland annat det påstådda dödandet eller halshuggningen av spädbarn och brännandet av offer levande. Omfattningen av sexuellt våld som utövas av militanter, eller huruvida det förekom vapenliknande sexuellt våld under attackerna, har också varit föremål för intensiv debatt och kontrovers. Enligt Ynet inträffade dessutom en "enorm och komplex mängd" incidenter med egen eld under attackerna; Israel tillämpade sannolikt också Hannibaldirektivet, vilket resulterade i att några gisslan dödades när de transporterades till Gazaremsan.

## Spridning
Spridningen av osanningar och vilseledande berättelser som ifrågasatte Hamas ansvar, eller påståenden som minimerade våldet som inträffade, började sprida sig efter attacken. Vanliga påståenden är att Israels försvarsmakt (IDF) helt och hållet iscensatte attackerna för att rättfärdiga en invasion av Gazaremsan, och att alla eller de flesta israeler som dödades under attackerna dödades av IDF själva.
Enligt den israeliska tidningen Haaretz dekontextualiserade illvilliga aktörer som spred desinformation avsiktligt sin rapportering för att "falskt hävda att Haaretz bekräftade den falska teorin att IDF begick massmord på sitt eget folk". Enligt Shayan Sardarizadeh, BBC Verifys desinformationsexpert, har den "förnekande berättelsen" att "det var Israel som dödade sina egna civila den 7 oktober, inte Hamas" "tyvärr blivit framträdande online". Några incidenter av egen eld från IDF-soldater och kibbutzsäkerhetsstyrkor mot civila som försökte fly eller som tillfångatogs och fördes in i Gaza under attackerna den 7 oktober bekräftades senare.
Forskare ser paralleller till desinformation kring attackerna den 11 september, som vissa yttersta grupper hävdar utfördes av den israeliska underrättelsetjänsten Mossad. Joel Finkelstein från Network Contagion Research Institute uppgav att "det finns en inbyggd publik som vill förneka att judar är offer för grymheter och främja uppfattningen att judar i hemlighet ligger bakom allting." Han sa att försöken att säga att Israel var ansvarigt för den 7 oktober är en del av en bredare strategi från antisemitiska extremister för att undergräva judiskt lidande.
Dessa påståenden hittades över hela internet, bland annat på Reddit-underforumet 'LateStageCapitalism' och i Israelkritiska publikationer som The Electronic Intifada och The Grayzone. De har också populariserats av högerextrema Förintelseförnekare, inklusive Owen Benjamin och högerextrema konspirationsteoretiker. Påståendena är baserade på noggrant utvalda bevis för att frammana vilseledande berättelser. En snabbmeddelandegrupp på Telegram, som också hade delat innehåll och konspirationsteorier relaterade till utrikespolitik och covid-19-pandemin och hade nästan 3 000 personer i januari 2024, publicerade innehåll och konspirationsteorier som skyllde attacken på Israel.
I mars 2024 rapporterade det israeliska företaget CyberWell, som använder artificiell intelligens (AI) för att övervaka, analysera och bekämpa antisemitism på sociala medier, att de hade hittat cirka 135 separata inlägg som hade visats av mer än 15 miljoner användare som förnekade attackerna den 7 oktober. Företaget fann att nästan hälften av de identifierade inläggen kom från Twitter, medan andra publicerades på Facebook, TikTok och Instagram.

## Svar
Hamas har självt tagit fullt ansvar för sitt ledarskap i attackerna den 7 oktober. I januari 2024 släppte gruppen en rapport om attackerna med titeln "Vår berättelse", som hävdar att dess väpnade gren, al-Qassambrigaderna, undvek att skada civila, men medger att "vissa fel" uppstod till följd av det allmänna kaoset och den snabba kollapsen av det israeliska försvaret.
Emerson Brooking från Digital Forensic Research Lab vid Atlantic Council jämförde förnekandet av attackerna den 7 oktober med förnekelsen av Förintelsen. Brooking uppgav också att extremister kommer att arbeta för att locka människor som är oroade över den humanitära krisen i Gazaremsan till vilseledande information och konspirationsteorier, och att "en omskrivning av historien" pågår.
Jennifer V. Evans har också kopplat förnekelsen kring den 7 oktober till förnekelse av Förintelsen.
Gideon Levy har jämfört förnekelsen av den 7 oktober med förnekelsen av Nakba, där många israeler förnekar de grymheter som deras land tillfogade palestinierna under Israels skapelse. Levy menar att många israeler också förnekar mord på civila under den israeliska invasionen av Gazaremsan.
Gil Gan-Mor sade att förnekandet av både Nakba och attackerna den 7 oktober måste bekämpas genom utbildning.

### Lag mot förnekelse
Den 5 februari 2024 godkände den israeliska ministerkommittén för lagstiftningsfrågor ett lagförslag som syftar till att straffa förnekande av attackerna den 7 oktober, med upp till fem års fängelse för sådana handlingar. Lagförslaget, som initierats av Yisrael Beiteinus ledamot i MK Oded Forer, riktar sig till individer som förnekar att massakern ägt rum eller försöker rättfärdiga, berömma eller stödja de handlingar som utfördes under evenemanget. Föreningen för medborgerliga rättigheter i Israel sade att lagen kommer att ha en "hämmande effekt på yttrandefriheten".